# Kralj in klovn
Kralj in klovn (korejsko: 왕의 남자, Wangui Namja) je južnokorejski dramski film iz leta 2005, ki temelji na drami Yi (Ti) iz leta 2000.
Film si je ogledalo več kot 12 milijonov gledalcev, tako da je film postal najbolj gledan in najdobičkonosnejši film (čez 85.000.000 dolarjev v Južni Koreji) v zgodovini južnokorejske filmografije.
Zgodba pripoveduje o kralju dinastije Joseon, ki se zaljubi v dvorno pavliho, ki pa se nenehno norčuje iz njega.